# Clonodia
Clonodia es un género de plantas con flores con nueve especies perteneciente a la familia Malpighiaceae. Es originario de Sudamérica.

## Taxonomía
El género fue descrito por August Heinrich Rudolf Grisebach y publicado en Flora Brasiliensis  12(1): 26 en el año 1858.  La especie tipo es Clonodia verrucosa Griseb.

## Especies
| - Clonodia biglandulosa - Clonodia complicata - Clonodia mollis - Clonodia ovata - Clonodia paraguariensis | - Clonodia racemosa - Clonodia sessilis - Clonodia tenuifolia - Clonodia verrucosa |